# Spanyolország hőmérsékleti rekordjainak listája
Spanyolország hőmérsékleti rekordjainak listája a Spanyolországban a meteorológiai mérések kezdete óta eltelt időszak kiugróan magas, illetve kiugróan alacsony hőmérsékleti értékeit tartalmazza. A listában naponkénti felbontással, hónapokra lebontva olvashatóak az adott naphoz tartozó nappali csúcshőmérsékletek és éjszakai minimum hőmérsékleti értékek. 

## Spanyolország hőmérsékleti rekordjainak listája

### Január
| Január |            |                    |      |            |          |    |
| Nap    | Minimum °C | Helyszín           | Év   | Maximum °C | Helyszín | Év |
| 3.     | -24,0      | Albacete           | 1971 | --         | --       | -- |
| 4.     | -27,2      | Camesa de Valdivia | 1971 | --         | --       | -- |
| 9.     | -26,0      | Lleida             | 1954 | --         | --       | -- |
| 20.    | -21,0      | Burgos             | 1885 | --         | --       | -- |
| 28.    | -28,2      | Molina de Aragón   | 1952 | --         | --       | -- |
| 31.    | -26,7      | Molina de Aragón   | 1947 | --         | --       | -- |

### Február
| Február |            |            |      |            |          |    |
| Nap     | Minimum °C | Helyszín   | Év   | Maximum °C | Helyszín | Év |
| 1.      | -24,8      | Sabiñánigo | --   | --         | --       |    |
| 2.      | -32,0      | Lleida     | 1956 | --         | --       | -- |
| 5.      | -21,0      | Riaño      | 1954 | --         | --       | -- |
| 11.     | -22,6      | Erremendia | 2012 | --         | --       | -- |

### Június
| Június |            |          |    |            |          |      |
| Nap    | Minimum °C | Helyszín | Év | Maximum °C | Helyszín | Év   |
| 26.    | --         | --       | -- | +45,0      | Córdoba  | 1965 |
| 27.    | --         | --       | -- | +47,0      | Badajoz  | 1864 |

### Július
| Július |            |          |    |            |          |      |
| Nap    | Minimum °C | Helyszín | Év | Maximum °C | Helyszín | Év   |
| 4.     | --         | --       | -- | +46,1      | Murcia   | 1994 |
| 8.     | --         | --       | -- | +46,0      | Jaén     | 1939 |
| 13.    | --         | --       | -- | +47,3      | Montoro  | 2017 |
| 17.    | --         | --       | -- | +45,4      | Córdoba  | 1978 |
| 20.    | --         | --       | -- | +45,6      | Córdoba  | 1967 |
| 21.    | --         | --       | -- | +45,0      | Córdoba  | 1995 |
| 22.    | --         | --       | -- | +45,6      | Córdoba  | 1995 |
| 23.    | --         | --       | -- | +46,6      | Córdoba  | 1995 |
| 24.    | --         | --       | -- | +45,6      | Córdoba  | 1995 |
| 30.    | --         | --       | -- | +46,5      | Agaete   | 2007 |

### Augusztus
| Augusztus |            |          |    |            |                    |      |
| Nap       | Minimum °C | Helyszín | Év | Maximum °C | Helyszín           | Év   |
| 1.        | --         | --       | -- | +46,2      | Córdoba            | 2003 |
| 6.        | --         | --       | -- | +47,0      | Sevilla            | 1946 |
| 9.        | --         | --       | -- | +45,5      | El Carpio          | 2012 |
| 10.       | --         | --       | -- | +46,9      | El Carpio          | 2012 |
| 11.       | --         | --       | -- | +47,1      | Mengíbar           | 2012 |
| 20.       | --         | --       | -- | +46,0      | Llanos de Aridane  | 1953 |
| 24.       | --         | --       | -- | +47,0      | Sabinar-Lomo Negro | 1996 |
| 31.       | --         | --       | -- | +45,5      | Albacete           | 1903 |

### December
| December |            |                      |      |            |          |    |
| Nap      | Minimum °C | Helyszín             | Év   | Maximum °C | Helyszín | Év |
| 17.      | -30,0      | Calamocha            | 1963 | --         | --       | -- |
| 24.      | -25,2      | Torremocha de Jiloca | 2001 | --         | --       | -- |
| 25.      | -23,5      | Torremocha de Jiloca | 2001 | --         | --       | -- |
| 26.      | -22,8      | Torremocha de Jiloca | 2001 | --         | --       | -- |